# アントン・スミルノフ
アントン・スミルノフ（ロシア語ラテン翻字: Anton Smirnov, 1982年6月4日 - ）は、ロシア出身の男性フィギュアスケート選手。2003年冬季ユニバーシアード競技大会2位。

## 経歴
2000-2001年シーズンよりISUジュニアグランプリに参戦。初戦となったJGPサンジェルヴェで優勝を飾り、2戦目のJGPピルエッテンでは3位となってJGPファイナルへ進出を果たした。JGPファイナルではショートプログラムで4位となったものの、フリーではミスを連発して8位。総合7位に終わる。同シーズンのロシア選手権ジュニアクラスで3位。翌2001-2002年シーズンからシニアクラスに転向したものの、ロシア選手権で結果が残せずISUグランプリシリーズなどの国際大会への出場機会は失われた。2003年ユニバーシアード冬季で2位となったが、2004-2005年シーズンのロシア選手権で16位に沈み、ナショナルチームから外され、事実上の引退。

## 主な戦績
| 大会/年           | 2000-01 | 2001-02 | 2002-03 | 2003-04 | 2004-05 |
| ----------------- | ------- | ------- | ------- | ------- | ------- |
| ロシア選手権      |         | 15      | 10      | 10      | 16      |
| ニース杯          |         |         |         | 6       |         |
| ユニバーシアード  |         |         | 2       |         |         |
| JGPファイナル     | 7       |         |         |         |         |
| JGPピルエッテン   | 3       |         |         |         |         |
| JGPサンジェルヴェ | 1       |         |         |         |         |